# Val Degano
La Val Degano (o Canale di Gorto, in friulano: Cjanâl di Guart) è una delle otto valli della Carnia, disposta in direzione Nord-Sud e attraversata dall'omonimo torrente, nascente a Forni Avoltri, in località Pierabech per poi gettarsi nel Tagliamento tra Enemonzo e Villa Santina. Lunga circa 31 km, il principale affluente è il torrente Pesarina (affluente di destra) ad Entrampo, con l'intera valle percorsa dalla Strada statale 355 di Val Degano. I comuni interessati sono (tra parentesi il nome in friulano):
- Forni Avoltri (Fôr Davuàtri)
- Rigolato (Rigulât)
- Comeglians (Comelians)
- Ovaro (Davâr)
- Raveo (Raviei)

## Galleria d'immagini

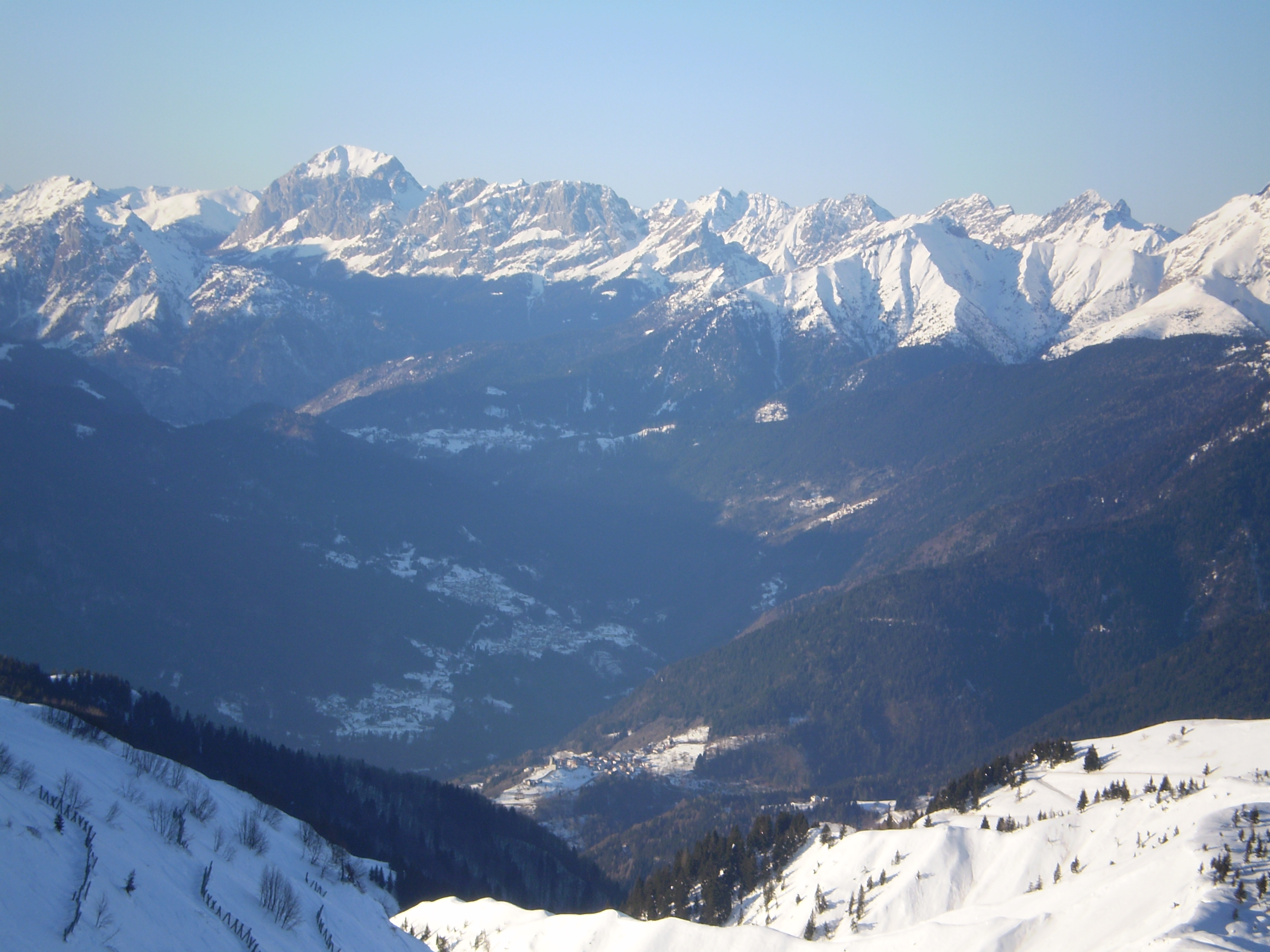
L'alta Val Degano d'inverno dal Monte Zoncolan
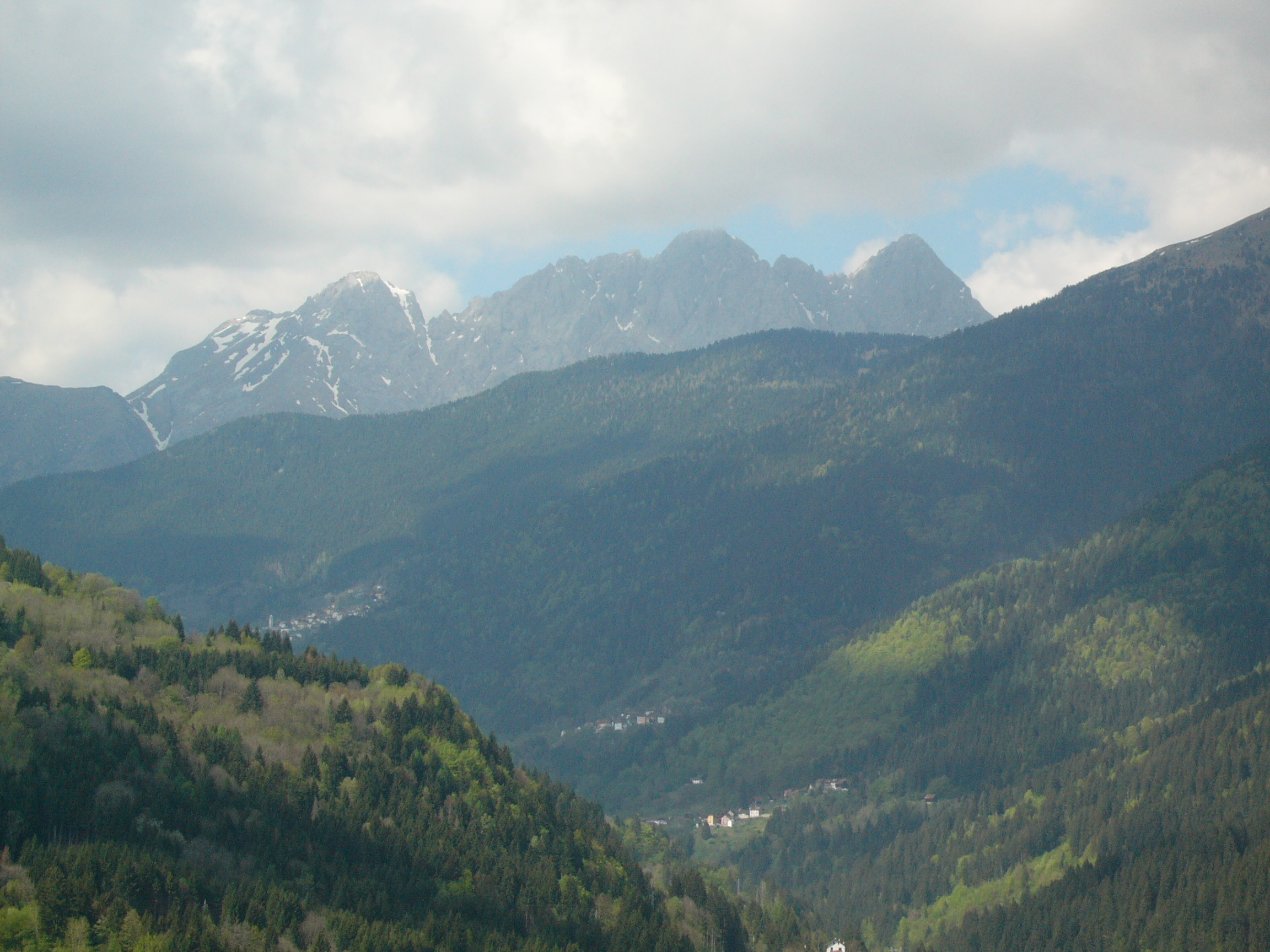
Vista sulla Val Degano da Clavais
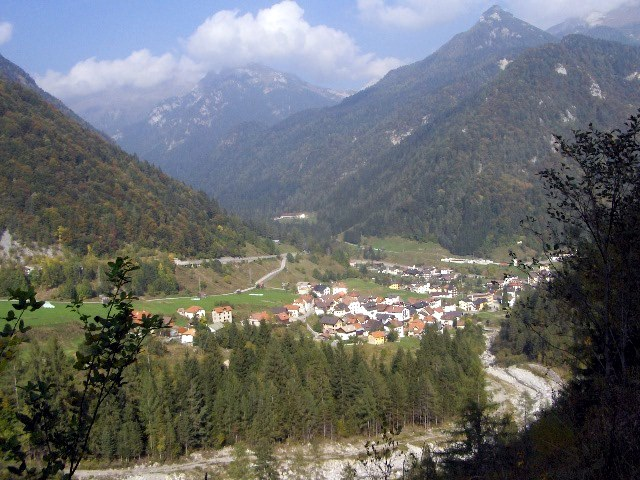
Forni Avoltri
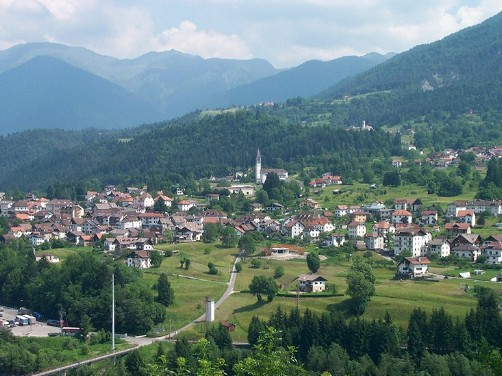
Veduta della conca di Ovaro
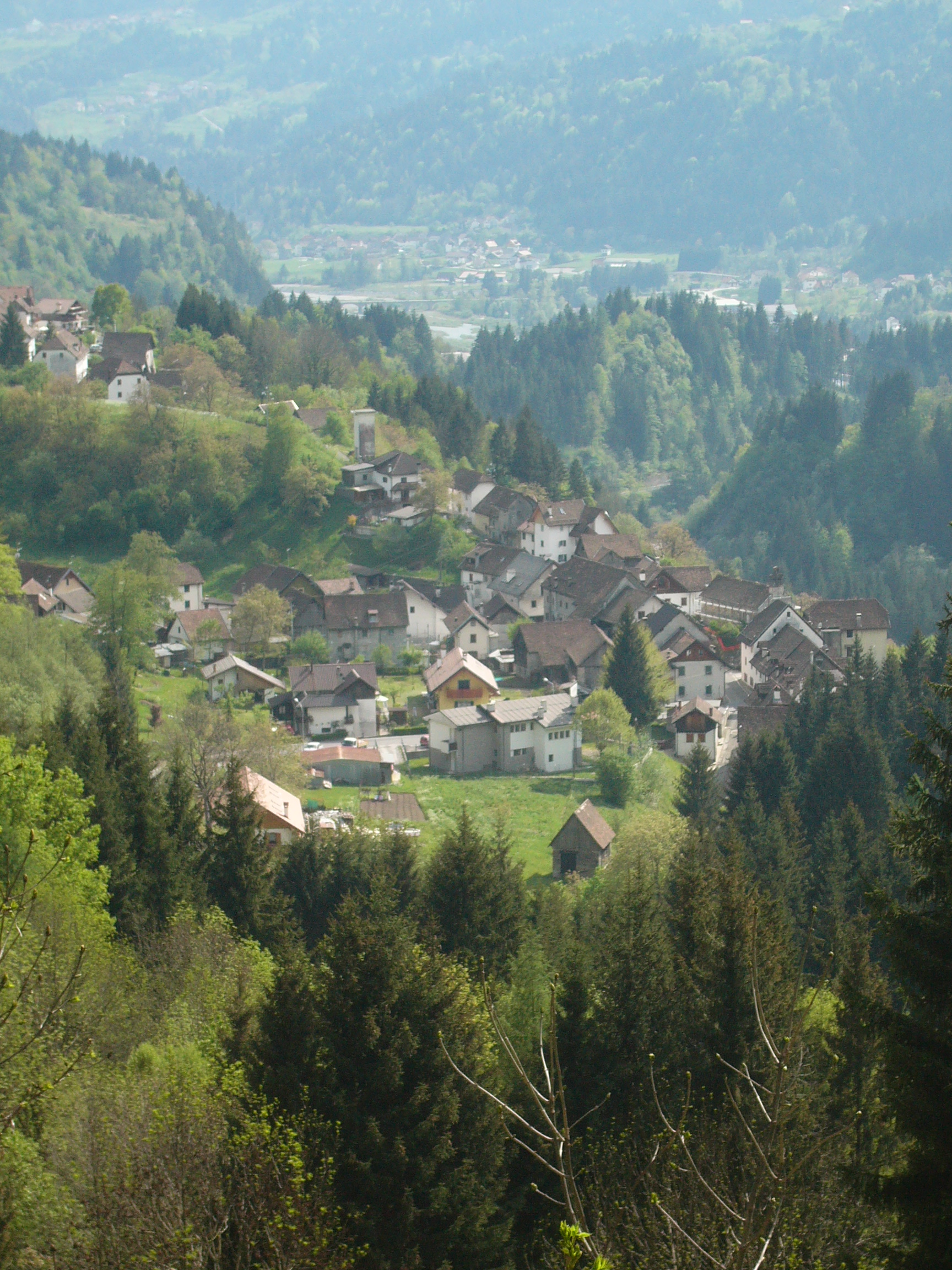
La frazione di Mieli (Comeglians)
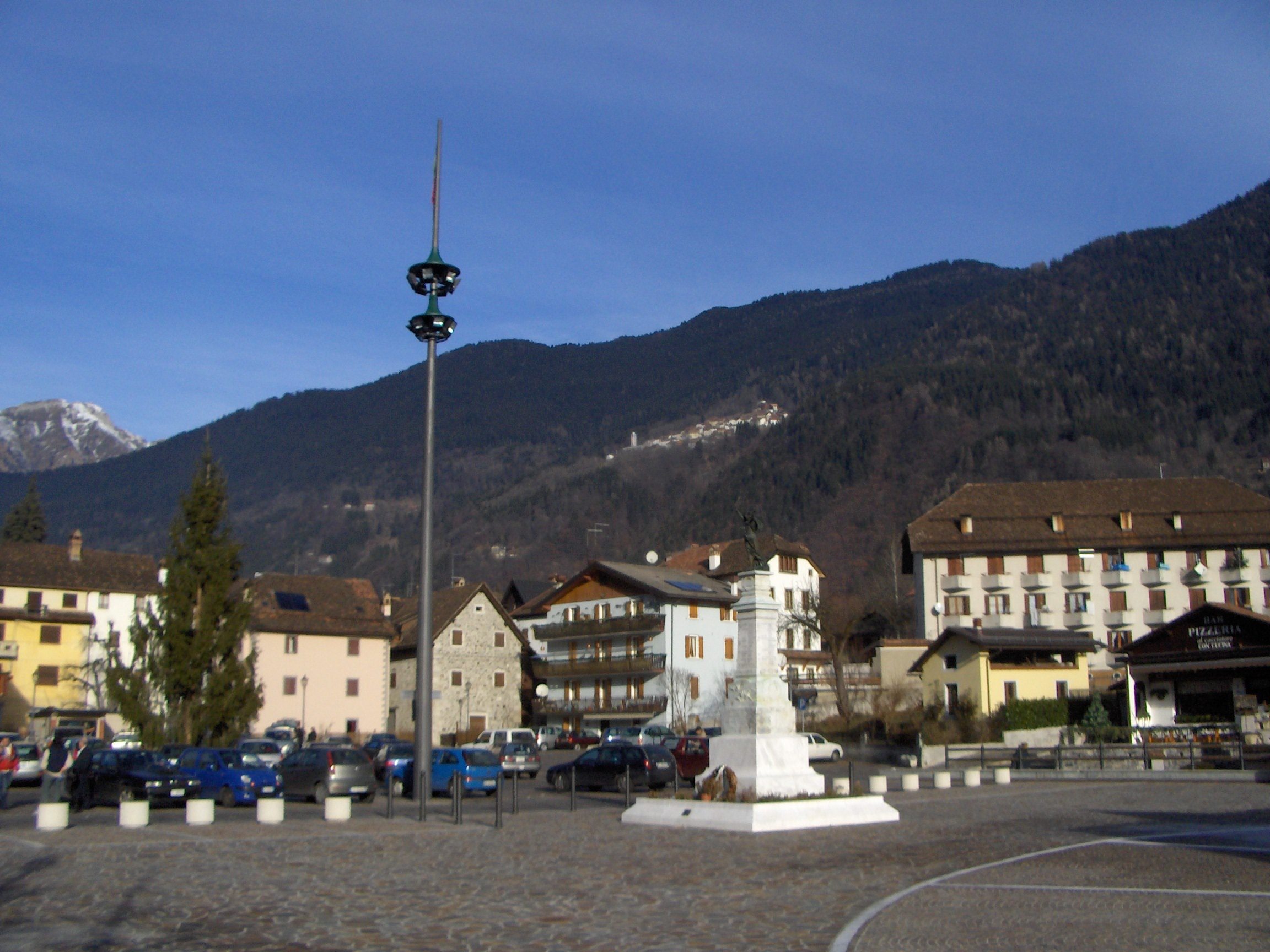
Rigolato
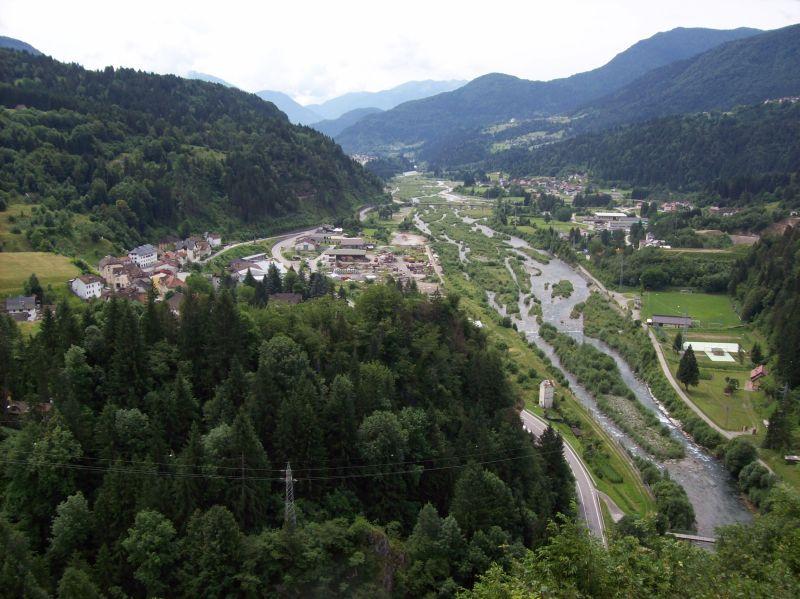
Comeglians
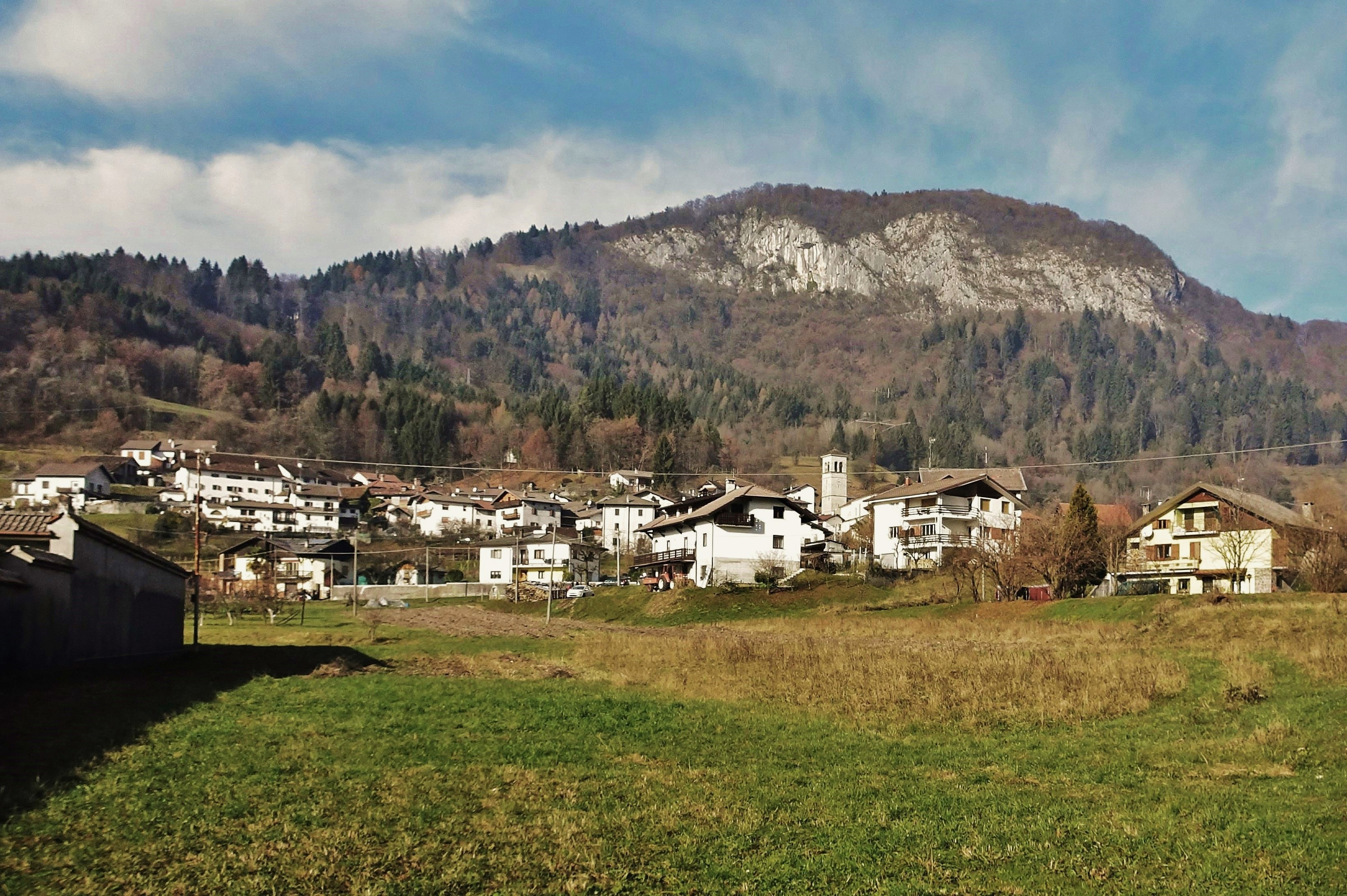
Raveo